# 古藤格啓
古藤 格啓（ことう ただひろ、1971年8月18日 - ）は、日本の整体師。東京都千代田区出身。
整体サロン Solecka（ソレシカ）のオーナー。
整体技術の DVD に数多く出演し、全国各地で整体セミナーも行う。
活動は日本国内のみならず、海外ではカナダ・バンクーバー、中国・北京、アメリカ・シアトルで、セミナーや施術会を開催。
その他、定期的にトークライブも行っており、整体師や整体師を志す者に向けて、様々なメッセージを発信している。

## 来歴
1971年、東京都千代田区生まれ。
1995年、東洋大学経済学部卒業。その後、二社での会社員とフリーライターの経験を経て後に、整体業界へ。村上整体専門医学院を卒業後、5年間で6箇所の整体院にて修行。
2004年、神奈川県横浜市日吉にて、整体院 K-style として独立開業。
2007年、東京都世田谷区自由が丘へ移転。
2016年、東京都世田谷区奥沢へ移転と同時に、屋号を Solecka（ソレシカ）へ変更。サロンのロゴデザインはイラストレーターの河野愛が担当。

## 主な出演作品
- 成功治療家インタビュー 古藤 格啓
- 『ことう式 あたまの整体®︎』＜前頭骨・後頭骨・鼻骨編＞ 〜頭蓋骨で全身を変化させる〜
- 『ことう式 あたまの整体®︎』＜顎関節編＞ 〜上顎骨と下顎骨に変化を与える〜
- 『ことう式 あたまの整体®︎』＜蝶形骨・頭頂骨・側頭骨編＞ 〜頭蓋と呼吸の関係性及び頭蓋と全身の関係性から身体を緩める〜
- 『A to Z』コトーの全身調整テクニック集
- 『A to Z 2』コトーの全身調整テクニック集 2
- 『Back to Basic』
- 『Back to Basic 2』
- 『ことう式 あたまの整体® THE EDGE』

## 主な出演動画
- 『カイロベーシック』YouTube チャンネル
- 『ゴッドハンド通信』YouTube チャンネル
- 『Only One Channel』YouTube チャンネル